# Arzt im Zwielicht
Arzt im Zwielicht ist ein US-amerikanischer Kriegsfilm aus dem Jahre 1953 von Richard Brooks nach einer Erzählung von Allen Rivkin und Laura Kerr. Der Film wurde am 6. März 1953 uraufgeführt. In der Bundesrepublik Deutschland erschien er am 30. Oktober desselben Jahres erstmals in den Kinos. Im deutschen Fernsehen wurde er auch unter dem Titel Arzt im Fegefeuer ausgestrahlt.

## Handlung
Die Militärkrankenschwester Ruth McGara wird von Tokio in ein Hospital im vom Krieg heimgesuchten Korea versetzt. Nach einem Bombenangriff birgt sie unter Lebensgefahr verwundete Soldaten aus den Trümmern. Sie wird jedoch vom Chefchirurgen, Major Jed Webbe, aufgehalten. Die Sanitätseinheit soll sofort zu einem neuen Ort abrücken. Als Ruth das Abbrechen der Zelte sieht, glaubt sie zuerst, der Krieg sei vorüber. Andere Krankenschwestern informieren sie jedoch, dass das Hospital sich mit der Front bewege.
Einen Annäherungsversuch Webbes weist Ruth ab. Während das Lager an einer neuen Stelle schnell und effizient aufgebaut wird, wirbt der Major weiterhin um Ruth. Unter den südkoreanischen Patienten, die sich impfen lassen wollen, findet Ruth ein schwerverwundetes Kind. Webbe operiert es. Bei der Operation kommt es zu einem Herzstillstand. Webbe belebt den Jungen mit einer Herzmassage am offenen Herzen wieder. Webbes Hingabe beeindruckt Ruth. Doch sie will mit dem Arzt nur eine Beziehung eingehen, die auch zur Heirat führt. Auch wenn Webbe kein Interesse daran hat, sesshaft zu werden, verliebt sich Ruth in ihn. Als eine andere Schwester ihr mitteilt, dass Webbe möglicherweise schon verheiratet ist, bricht für sie eine Welt zusammen.
Allen Fragen über sein Privatleben weicht Webbe aus. In der Nacht soll der Helikopterpilot John Rustford dringend benötigte Blutreserven vom Luftwaffenstützpunkt zum Camp bringen. Webbe erfährt, dass Rustford zu wenig Treibstoff getankt hat, um bei dem gerade beginnenden Sturm das Lager zu erreichen. Webbe lässt einen Landeplatz in einiger Entfernung in der Richtung, aus der der Helikopter ankommt, errichten. Rustford und das benötigte Blut kommen wohlbehalten im Camp an. Webbe feiert seine gelungene Improvisation und betrinkt sich in seinem Zelt, was den Lazarett-Kommandeur Colonel Whalters entrüstet. Am nächsten Morgen fordert Whalters Webbe auf, das Trinken einzustellen, ansonsten würde er ihn vor das Kriegsgericht bringen.
Ruth bittet Whalters um die Versetzung zu einem anderen Lazarett, doch der Colonel verweigert dies. Er weiß um Ruths Gefühle für Webbe und fordert sie auf, sich Gewissheit zu verschaffen. Am Abend erzählt Webbe ihr, dass er einmal verheiratet gewesen sei, doch seine Frau habe ihn wegen eines anderen Mannes verlassen. Später werden verwundete nordkoreanische Kriegsgefangene ins Lager gebracht. Einer der Gefangenen wird hysterisch und zieht eine versteckte Handgranate hervor. Ruth beruhigt den Mann und kann ihn entwaffnen lassen.
Am nächsten Morgen wird das Lager bombardiert. Bei dem Angriff werden Whalters und Ruth verwundet. Da man einen zweiten Angriff befürchtet, lässt Webbe die Zelte in Brand stecken. Die Patienten sollen in einem Konvoi zum Hauptlazarett gebracht werden. Der Konvoi wird von Guerillas angegriffen. Webbe befiehlt, die Patienten abzuladen, die nun leichten Lastwagen zum Fuß des Hügels zu fahren und dann die Patienten hinunter zu tragen. Die gefährliche Mission gelingt, die Patienten werden versorgt, Webbe und Ruth sind wieder vereint.

## Kritiken
Das Lexikon des internationalen Films über den Film: „Auch Humphrey Bogart kann dem patriotischen Rührstück keine interessanten oder menschlich bewegenden Nuancen abgewinnen.“
Die Zeitschrift Cinema bezeichnet den Film als das „süßliche Frühwerk“ des Regisseurs, das „allenfalls wegen des (deplazierten) Hauptdarstellers interessant“ ist. Fazit: „Wie M*A*S*H* nur mit Kitsch statt Witz.“
Die New York Times bemängelt, dass dem langweiligen Beziehungsdrama zu viel Zeit eingeräumt werde und somit das Tempo des Filmes leide.
Der Evangelische Film-Beobachter zieht folgendes Fazit: „Eine Sanitätstruppe im Koreakrieg. Der Film vermeidet wohl eine aufdringliche Heroisierung ihrer aufopfernden Arbeit. Er verknüpft deren Schilderung jedoch mit einer völlig unausgegorenen Liebesgeschichte und hat einige Plumpheiten bei der Darstellung kriegerischer Gegebenheiten.“

## Hintergrund
Kleine Auftritte hatten Steve Forrest als Sergeant und Patrick Allen als britischer Offizier.
Teile des Films wurden im Camp Pickett in Virginia gedreht. Das Camp war zum Zeitpunkt der Dreharbeiten ein Ausbildungslager der MASH-Einheiten (Mobile Army Surgical Hospital, dt.: mobiles chirurgisches Feldhospital). Der militärische Berater des Films, Oberstleutnant K. E. Van Buskirk, war im Koreakrieg der Kommandeur einer der ersten MASH-Einheiten.
Für die Ausstattung des Films sorgten die künstlerischen Leiter Cedric Gibbons und James Basevi sowie der Set-Decorator Edwin B. Willis. Den Ton bearbeitete Douglas Shearer, für die Spezialeffekte sorgte A. Arnold Gillespie. Für die Stunts war Yakima Canutt verantwortlich.